# Origines
De Origines was een geschiedkundig werk van Marcus Porcius Cato Censorius maior over de geschiedenis van Rome en de Italische steden en was een van de eerste Latijnse werken in proza.
Cato kwam in de politiek als een homo novus en hierdoor voelde hij zich enigszins verplicht om zich politiek te bewijzen. Zowel politiek als cultureel zal hij bekendstaan als een sterke patriotrist. Cultureel wilde hij de invloed van Griekenland verminderen en terugkeren naar de oude Romeinse virtus. Daarom ook dat hij een werk schreef over de oorsprong van Rome en de Italische steden. Hierbij wilde hij zeker ook de Italische volkeren dichter bijeenbrengen met Rome. 
Dit verloren gegane werk, de Origines, bestond uit zeven boeken die grosso modo drie delen had.  Het eerste deel (boek 1-3) beschreef zoals gezegd de ontstaansgeschiedenis, het tweede deel (boek 4-5) had een nieuwe inleiding en werd dus waarschijnlijk later gecomponeerd. Het beschrijft de gebeurtenissen van de Eerste Punische Oorlog tot 167 v.Chr.. Het laatste deel (boek 6-7) bracht een vervolg en liep door tot enkele maanden voor Cato's dood.  De Origines was in navolging van zijn voorgangers annalistisch opgebouwd, maar toch waarschijnlijk niet zo strikt als zijn voorgangers. Cato besteedde in elk geval veel aandacht aan de stijl en wilde geen eenvoudige opsomming van historische gebeurtenissen zoals in de fasti.

non lubet scribere, quod in tabula apud pontificem maximus est, quotiens annona cara, quotiens lunae aut solis lumine caligo aut quid obstiterit. - Het past niet te schrijven zoals bij de tafels van de pontifex maximus gebeurt: hoeveel de graanprijs staat, hoeveel maans- en zonsverduisteringen of wat er tot last was
Cato, Origines. (Gell. 2, 28,6)

Zijn werk had veel aandacht voor de geografie, de zeden en de gewoonten. Het kende een eigen stijl waarbij Cato zo weinig mogelijk namen van personen vermeldde. Deze stijl werd echter niet gevolgd door de Romeinen en hij werd later door Cicero bekritiseerd omwille van zijn gebrekkige stijl. Toch boomde door Cato's Origines het Latijnse historiografische proza na hem.  
Didactiek en politiek kwamen erg centraal te staan in zijn werk en het diende dan ook vooral als gebruiksmiddel voor politici. Cato’s werken bevatten verschillende van zijn eigen redevoeringen en leverden dus ook propaganda op voor zijn eigen politiek.